# パラペユトイア
パラペイトイア（Parapeytoia、またはパラペユトイア）は、約5億年前のカンブリア紀に生息したメガケイラ類の化石節足動物の一属。長い爪のある大付属肢と強大な顎に似た脚をもつ、中国の澄江動物群で見つかった Parapeytoia yunnanensis という1種のみが正式に命名される。不完全な化石のみ発見され、かつてラディオドンタ類（アノマロカリス類）と誤解釈されたことで有名な古生物である。

## 名称
命名がなされる頃ではラディオドンタ類と誤解釈されたため、学名「Parapeytoia」は古代ギリシャ語の「παρά」（para、近い・類似）と、ラディオドンタ類の1属ペイトイアの学名「Peytoia」の合成語である。中国語では「似皮托蟲」（簡体字：似皮托虫）と呼ぶ。模式種（タイプ種）の種小名「yunnanensis」は本種の発見地である雲南省による。

## 形態

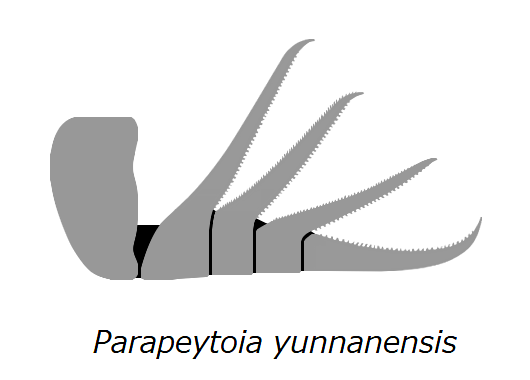
パラペイトイアの大付属肢

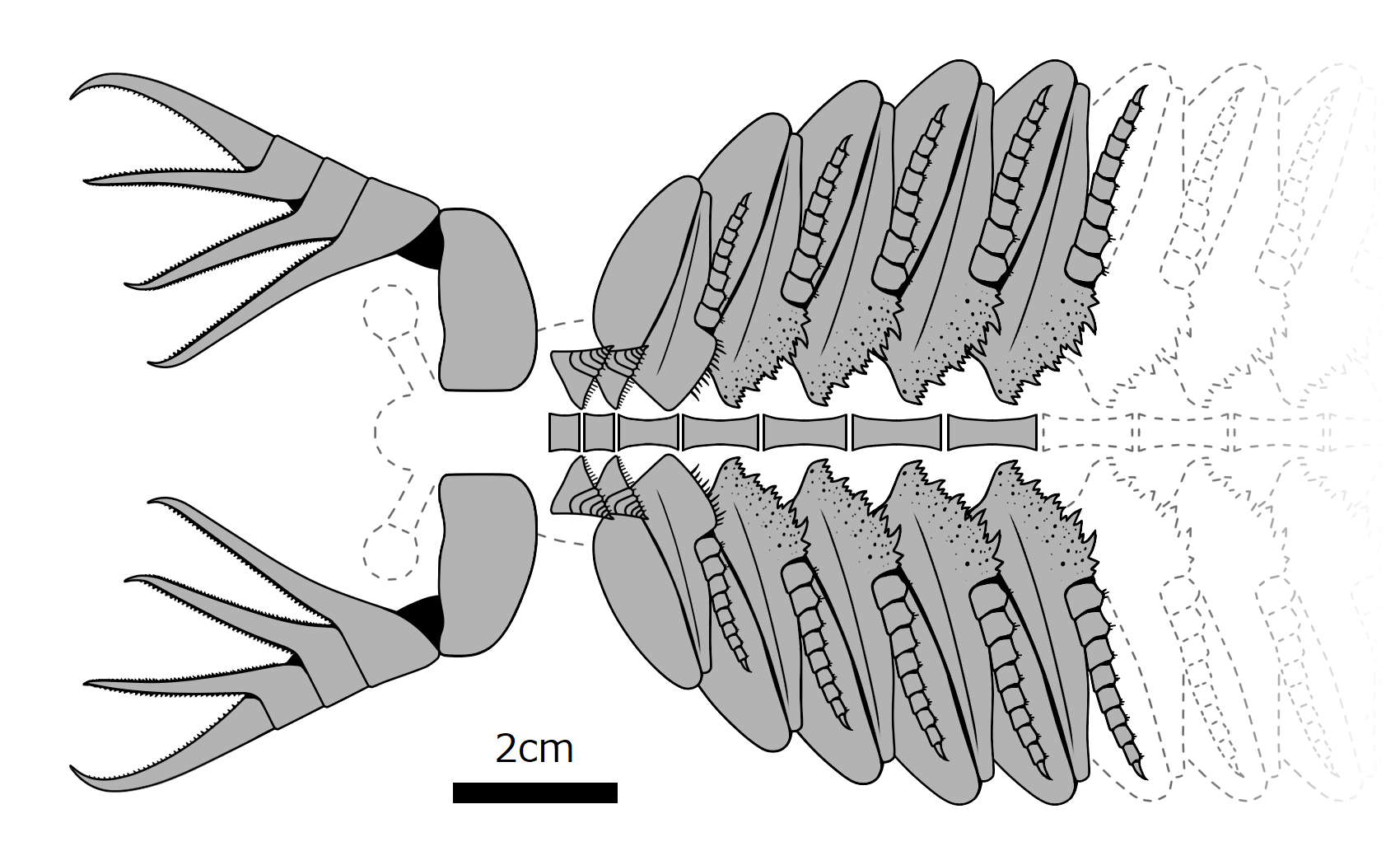
パラペイトイアの前半身の腹面模式図。化石証拠のある部位は灰色、不明部は破線で示される。

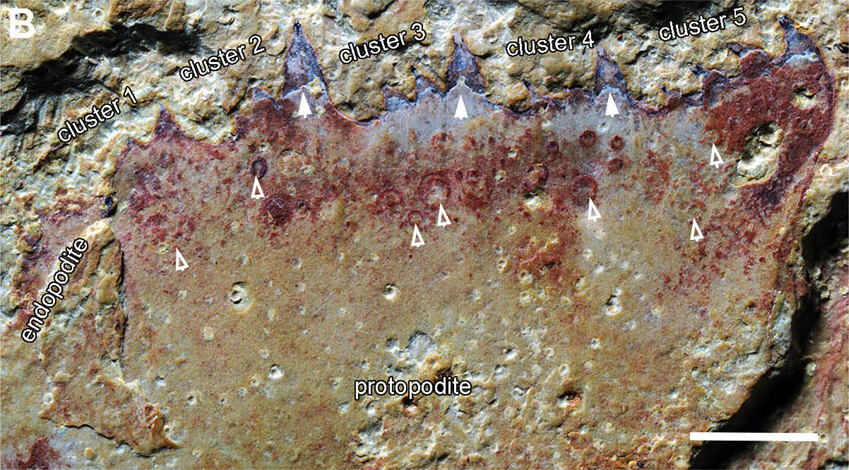
パラペイトイアの顎基化石

パラペイトイアの全貌は不明である。体の特徴は、ほぼ前半身の腹面構造だけを保存した数少ない化石標本のみによって知られる。
多くのメガケイラ類と同様、最初の付属肢である大付属肢（great appendage）は手のような造形をしており、先端の4節は噛み合わせた爪となる。これらの爪は細長く、内縁に短く鋭い鋸歯が密生している。大付属肢の頑丈な柄部は、文献によって1節のみもしくは2節に分かれると解釈される。脚のうち頭部由来とされる前の2対もしくは3対は著しく短縮したが、胴部由来で、総数不明の直後数対は全てが発達した二叉型付属肢である。これらの二叉型付属肢は、付け根には体の正中線に向けて生えた大小のノコギリ状の顎基（gnathobase）、前側には左右に向けて張り出した鰭（ひれ）のような外肢（exopod）、後側には8節の肢節に分かれた内肢（endopod）がある。それぞれの脚の間、いわゆる体の腹側の正中線には砂時計状の腹板（sternite）がある。
原記載である Hou et al. 1995 に（後に否定的になった）全身復元がなされたものの、上述のもの以外の構造は不明か不確実である。知られる化石標本は上記の他、櫛状の構造体と放射状の歯という、原記載でラディオドンタ類的とされた構造の断片が見られる。しかしいずれの本質も疑わしく、前者は上述の付属肢からかけ離れた位置に保存され、後者は別生物（Omnidens）由来とも扱いされ、これらの構造体の存在自体を否定する研究もある。残りの体の構造は不明。
全貌は不明だが、（体長5cmに及ばない種がほとんどの）メガケイラ類の中で本属は飛び抜けて大型であり、不完全の前半部を保存した化石標本だけでも10cm以上、単離した胴部付属肢では最大6cmを超えるものが知られている。

## 生態
パラペイトイアは海底に生息し、爪のある大付属肢と脚の顎基を用いて、獲物や他の食料を摂る能動的な捕食者もしくは腐肉食者であったと考えられる。

## 系統関係

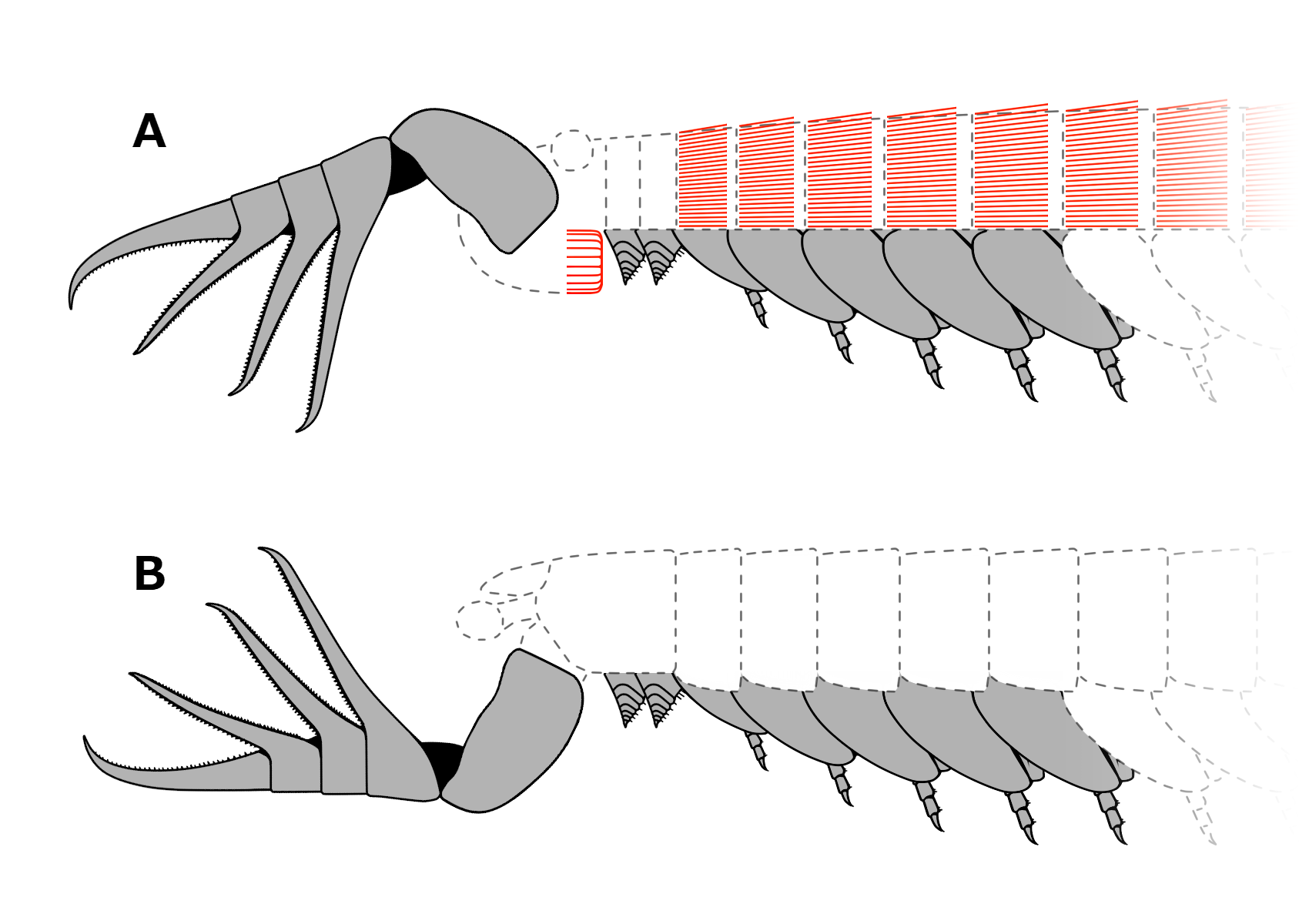
それぞれラディオドンタ類（A）とメガケイラ類（B）として復元されたパラペイトイア
赤色：ラディオドンタ類的とされ、化石に見当たるが本質が疑わしく見受けられる構造
破線：化石証拠のない不明部分
灰色：直接的な化石証拠のある部分

2010年代以降、パラペイトイアはメガケイラ類の節足動物として広く認められるようになった。しかしそれ以前では、本属は長らく「脚のあるラディオドンタ類」と誤解釈され、ラディオドンタ類（アノマロカリス類）とメガケイラ類の系統において難解な古生物として広く知られていた。

### 脚のあるラディオドンタ類
原記載である Hou et al. 1995 では、パラペイトイアはラディオドンタ類と解釈され、不明部がほとんどであるにもかかわらず、全身復元までなされていた。その後のいくつかの文献もこの見解を踏襲し、例えば Hou et al. 2006 は本属とククメリクルスの特徴に基づいて、（ラディオドンタ類の化石には見当たらないものの）ラディオドンタ類を全般的に鰭の下に脚をもつ動物群と考えていた。また、メガケイラ類をラディオドンタ類の派生群と考え、お互いの大付属肢と前部付属肢を相同器官と見なし、パラペイトイアを両者の中間型生物とする系統仮説も挙げられた（メガケイラ類#2000年代~2010年代前期の展開を参照）。

### 保存状態の良くないメガケイラ類

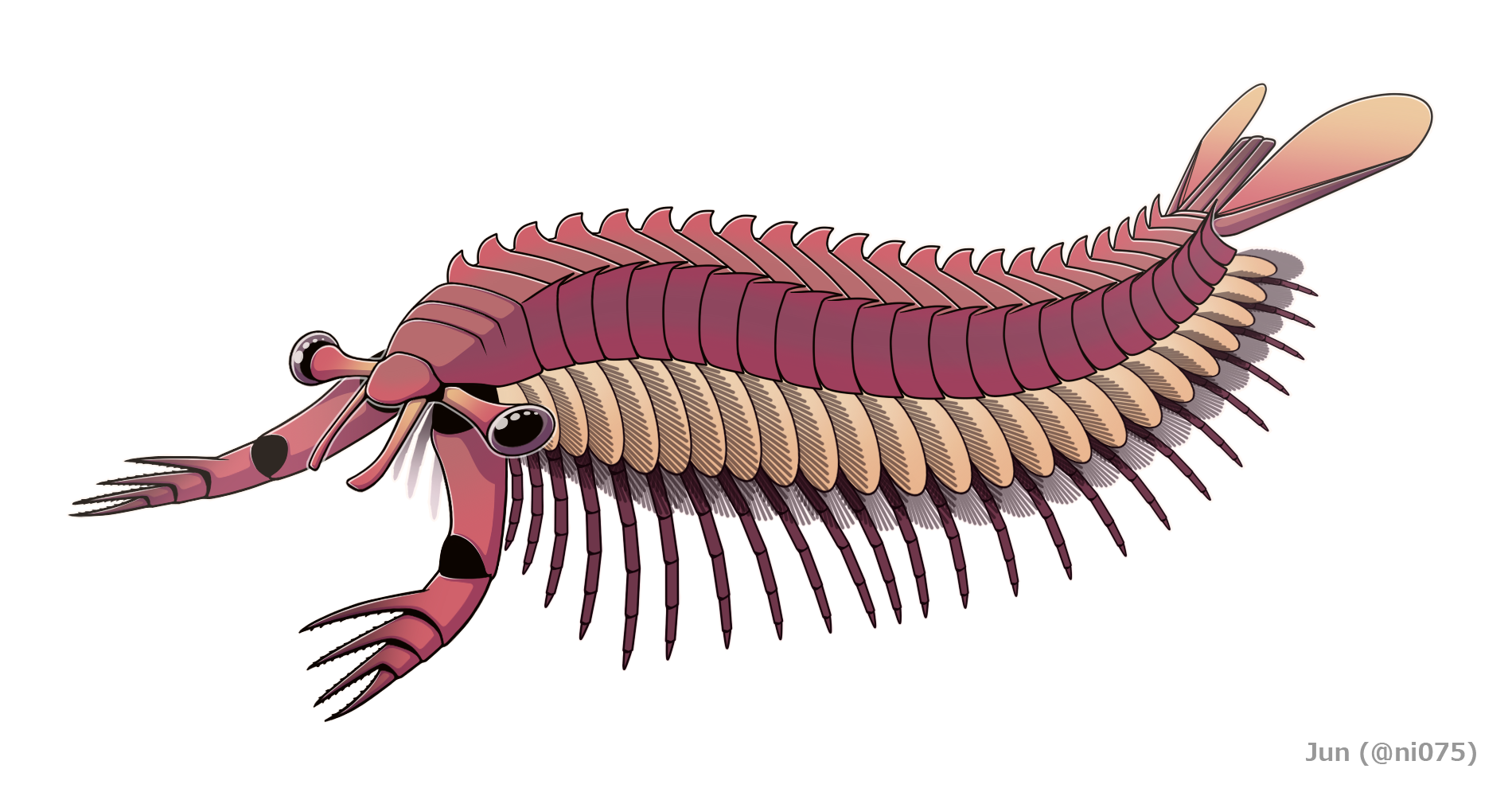
フォルティフォルケプスの復元図。典型的な大付属肢をもつ、パラペイトイアに近縁の可能性があるメガケイラ類の一例。

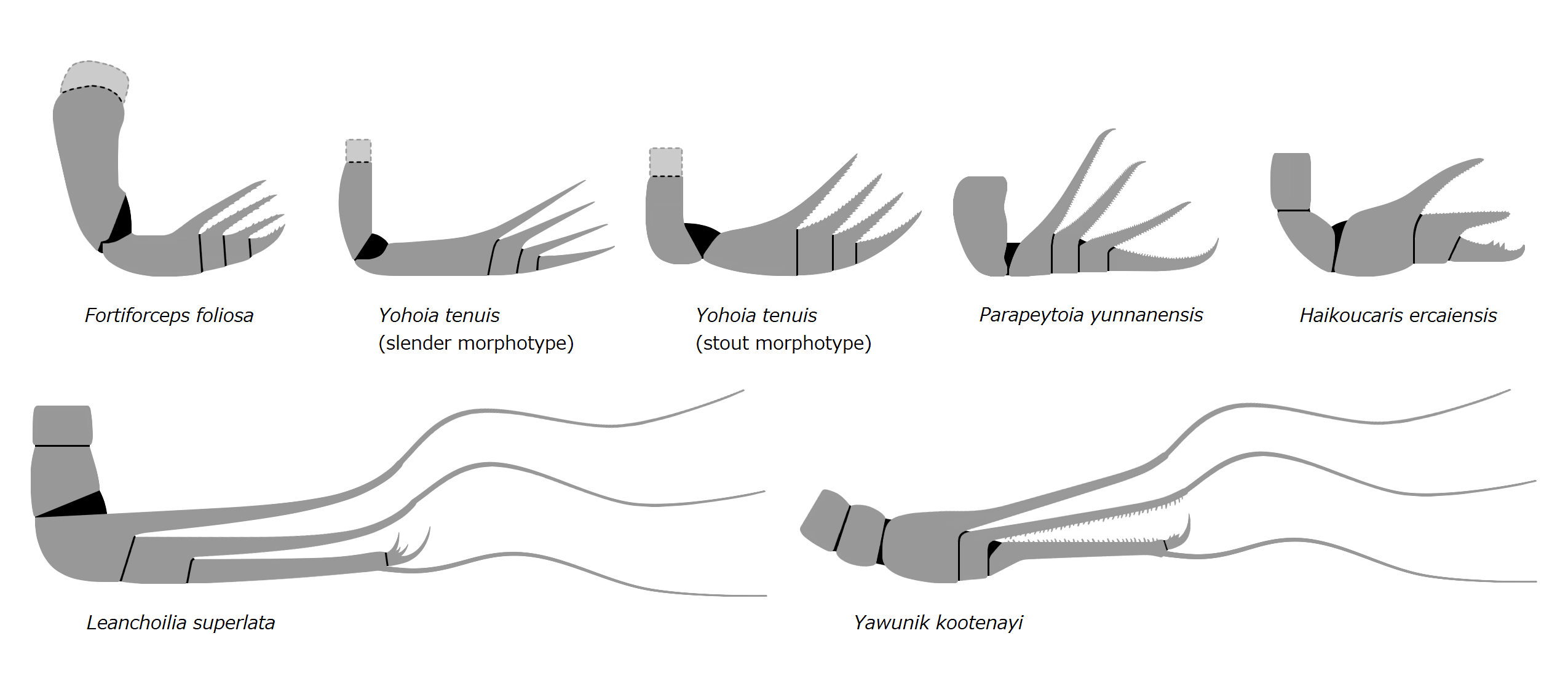
パラペイトイア（右上から2番目）をも含んだ様々なメガケイラ類の大付属肢

しかしその後、本属をラディオドンタ類とする見解は多くの文献に疑わしく見受けられる。これはラディオドンタ類らしくない性質（メガケイラ類の大付属肢に共通の構造をした前端の付属肢・胴部付属肢はメガケイラ類に似た二叉型の関節肢・腹板があるなど）がほとんどであることと、ラディオドンタ類的とされる性質（特に歯の構造）の不確実性が大きな理由である。2010年代以降、本属を含んだ系統解析結果とラディオドンタ類について取り扱う文献は、ほとんどが本属をラディオドンタ類として認めておらず、単に化石の保存状態が良くないメガケイラ類と見なしている。例えば Aria et al. 2020 による系統解析では、本属はメガケイラ類の中でジェンフェンギア科（Jianfengiidae）に含まれ、フォルティフォルケプスに近縁である可能性まで示された。
加えて、前述のラディオドンタ類とメガケイラ類の類縁関係も、2010年代以降では否定的である。明らかに真節足動物であるメガケイラ類とは異なり、ラディオドンタ類は多くの祖先形質（柔軟な胴部、単純の脳神経節など）により基盤的な節足動物として広く認められるようになった。神経解剖学的証拠も、両者の類縁関係および前部付属肢と大付属肢の相同性に疑問を掛けており、メガケイラ類の脳神経節は真節足動物的（前・中・後大脳の3節を含む）で、大付属肢は中大脳性（第1体節由来）である一方、ラディオドンタ類の脳神経節は前大脳のみを含んでおり、前部付属肢も前大脳性（先節由来）であることが示される。

### 下位分類
2017年現在、パラペイトイア（パラペイトイア属 Parapeytoia）の中で正式に命名がなされたのは、中国雲南省の Maotianshan Shales（澄江動物群、カンブリア紀第三期、約5億1,800万年前）から発見された模式種（タイプ種）Parapeytoia yunnanensis のみである。その他、同じ中国雲南省の Wulongqing Formation（Guanshan biota、カンブリア紀第四期）にも、パラペイトイアの大付属肢由来と考えられる断片化石が発見される。